# Sambégou Bangoura
Sambégou Bangoura (Conakry, 3 aprile 1982) è un ex calciatore guineano, di ruolo attaccante o ala.

## Carriera

### Club
Ha giocato nel campionato guineano, belga, inglese, portoghese, spagnolo, libico e greco.

### Nazionale
Ha esordito in nazionale nel 2000.

## Palmarès

### Club

#### Competizioni nazionali
- Campionato egiziano: 1

Al-Ahly: 2009-2010